# Colt Canada C20 DMR
Colt Canada C20 DMR — это канадская марксманская винтовка под патрон 7,62×51 мм НАТО.
Производится компанией Colt Canada для Вооружённых сил Канады с целью заменить карабин C8 калибра 5,56 мм в снайперских отделениях. Винтовка поступает на вооружение вооружённых сил Канады и Дании начиная с 2021 года. Винтовки C20 оснащены оптическим прицелом Schmidt & Bender 3-20×50 Ultra Short.

## Конструкция
C20 DMR — это самозарядная винтовка, в которой используются коробчатые магазины на 20 патронов. Основной упор в разработке был направлен в обеспечении высокой надёжности в экстремальных условиях, таких как те, которые указаны в стандартах безопасности НАТО D/14. В ходе испытаний C20 произвела 8000 выстрелов без каких-либо остановок и достигла точности 0,66 МОА в 144 группах по пять выстрелов. Ствол C20 DMR имеет 4 нареза.
Colt Canada также рекламирует универсальность оружия, предлагая такие функции, как:
- Дополнительный хромированный ствол.
- Верхняя ствольная коробка интегрирована с другим оружием производства Colt Canada, Modular Rail Rifle.
- Верхняя планка Пикатинни MIL-STD-1913 с 44 или 48 пазами
- Крепления M-LOK в положениях на 3, 6 и 9 часов.
- Двухступенчатый спусковой крючок
- Регулируемый приклад

## Операторы
- Канада: Первые винтовки были доставлены в ноябре 2020 года и были приняты на вооружении в марте 2021 года.Министерство национальной обороны Канады закупило всего 272 винтовок за 8,5 миллионов канадских долларов (6,35 миллионов долларов США).[6][7][8]
- Дания: Закуплены Вооружёнными силами Дании для замены Heckler & Koch HK417, Первая партия винтовок была доставлена в начале 2021 года. Винтовка получила обозначение Finskyttegevaer, Kort (FINSKGV K).[9][10]